# Marek Plura
Marek Mirosław Plura (Racibórz, 18 de julho de 1970 – 21 de janeiro de 2023) foi um político polaco, activista social e psicoterapeuta. Ele foi duas vezes membro do Parlamento polaco e actuou como membro do Parlamento Europeu (MEP) de 2014 a 2019.
Em 2019, Plura foi agraciado com o Prémio Emprego, Assuntos Sociais e Regiões nos Prémios MEP anuais da The Parliament Magazine.